# Quamoclit digitata
Quamoclit digitata là một loài thực vật có hoa trong họ Bìm bìm. Loài này được (L.) G. Don miêu tả khoa học đầu tiên năm 1838.